# Тестаччо (холм)
Тестаччо — искусственный холм на юго-западе Рима, почти полностью состоящий из осколков разбитых амфор времён Римской империи, одна из крупнейших свалок древнего мира. Холм расположен в римском районе с одноимённым названием Тестаччо, недалеко от восточного берега Тибра.
Надписи с осколков амфор с Тестаччо являются крупнейшим собранием эпиграфических данных, применимых в исследовании экономики Римской империи. В частности, благодаря этим находкам была получена достаточно точная информация о производстве и торговле одним из главных продуктов древнеримской кухни — оливковым маслом.
После падения Римской империи холм стал местом проведения народных гуляний, получил религиозное и военное значение. В наши дни исследования холма проводятся испанскими учёными.

## Общая информация

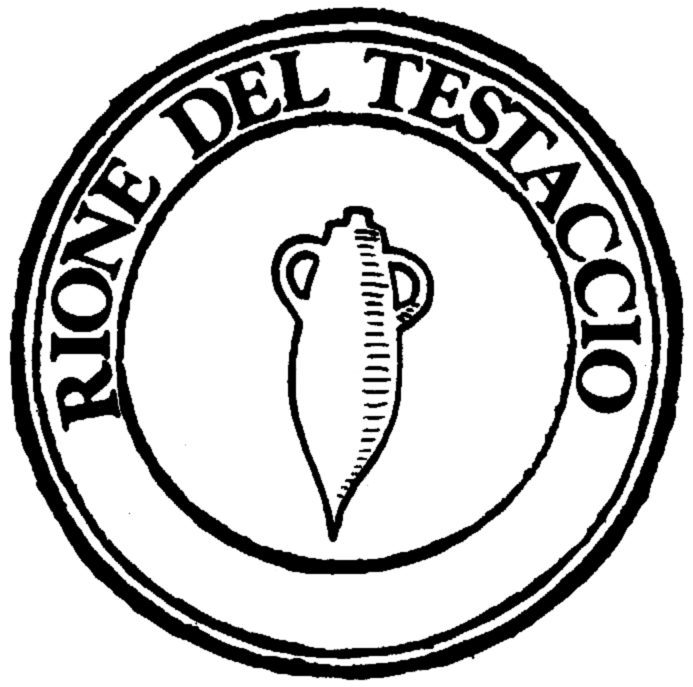
Герб римского района Тестаччо с изображением амфоры

Холм Тестаччо расположен у берега Тибра, в юго-восточной части Рима в одноимённом районе в пределах стены Аврелиана, недалеко от пирамиды Цестия. Во времена римской империи в этом районе находились склады Гальбы, где хранились контролируемые государством запасы оливкового масла, дебаркадеры (emporia), морские арсеналы (navalia), коммерческие и банковские учреждения, лавки торговцев мрамором, свинцом и пшеницей, таможенные пункты.
Холм на сегодняшний день занимает площадь до 22 000 квадратных метров, объём — около 550 000 кубических метров, основание Тестаччо имеет слегка треугольную форму.
Холм высотой около 50 метров, вероятно, был значительно выше в период империи: так как осколки амфор в новое время вывозились для строительных работ, холм, предположительно, значительно уменьшился в объёме.

## Название

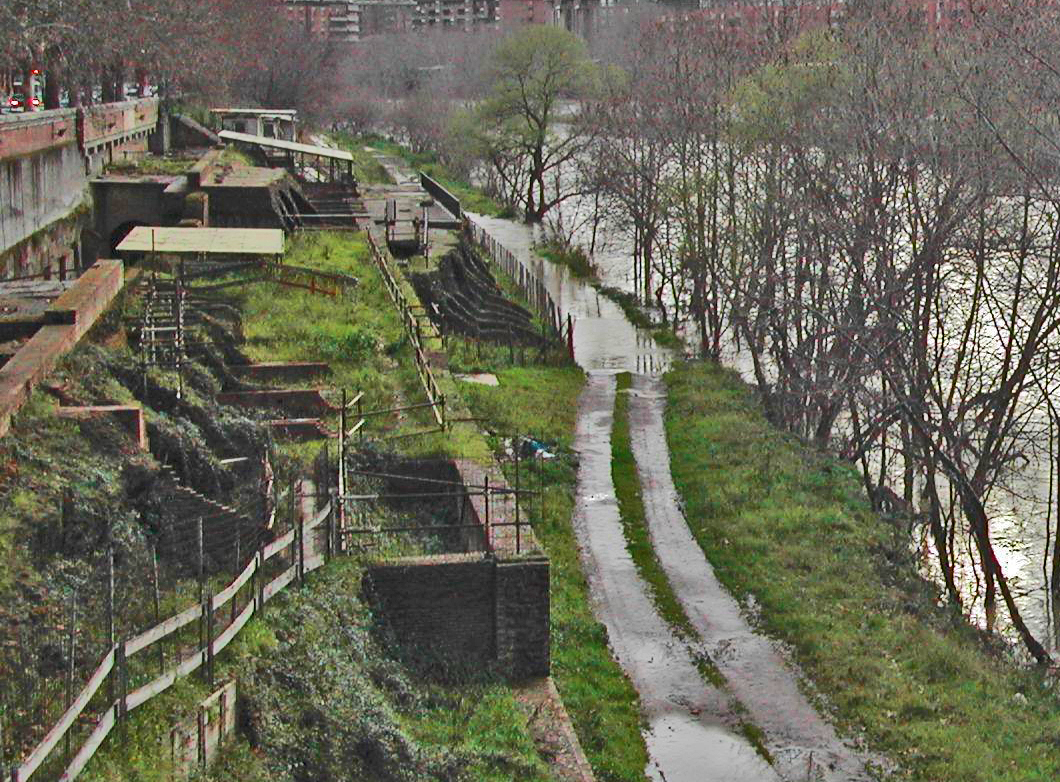
Развалины римского порта

Современное название холма — Монте-Тестаччо (итал. Monte Testaccio, Monte Testaceo, лат. mons testaceus — «гора черепков») происходит от латинского слова testa — «керамический черепок». Народное название холма Monte dei Cocci происходит отсюда же — «черепки» по-итальянски — Cocci.
В античных источниках не сохранилось упоминаний о холме, даже в списках регионов Рима IV века. Doliolum, который указан у римского историка Виктора в 13 регионе Рима, является скорее всего неверным прочтением слова Dolichenum/Dolochenum — по названию храма Юпитера Долихена.
Самая ранняя запись о холме под названием «Mons Testaceus», датируемая VIII веком, находится на рельефе с портика в церкви Санта-Мария-ин-Космедин в Риме. На ней перечислено имущество диаконии в местности Тестаччо. Возможно, что во времена римской империи свалка называлась «Testacium» или «mons Testacius».

## История исследования холма
Ответственным за изучение эпиграфических данных и печатей на амфорах с Тестаччо стал, по поручению Теодора Моммзена, один из его учеников — Генрих Дрессель. Первые археологические раскопки Дрессель начал в январе 1872 года. В один из дождливых дней Дрессель обнаружил надписи на некоторых черепках, начертанные чёрными чернилами, которые ему удалось прочесть и расшифровать. С того дня Тестаччо стал уже не просто свалкой мусора, а эпиграфическим архивом.

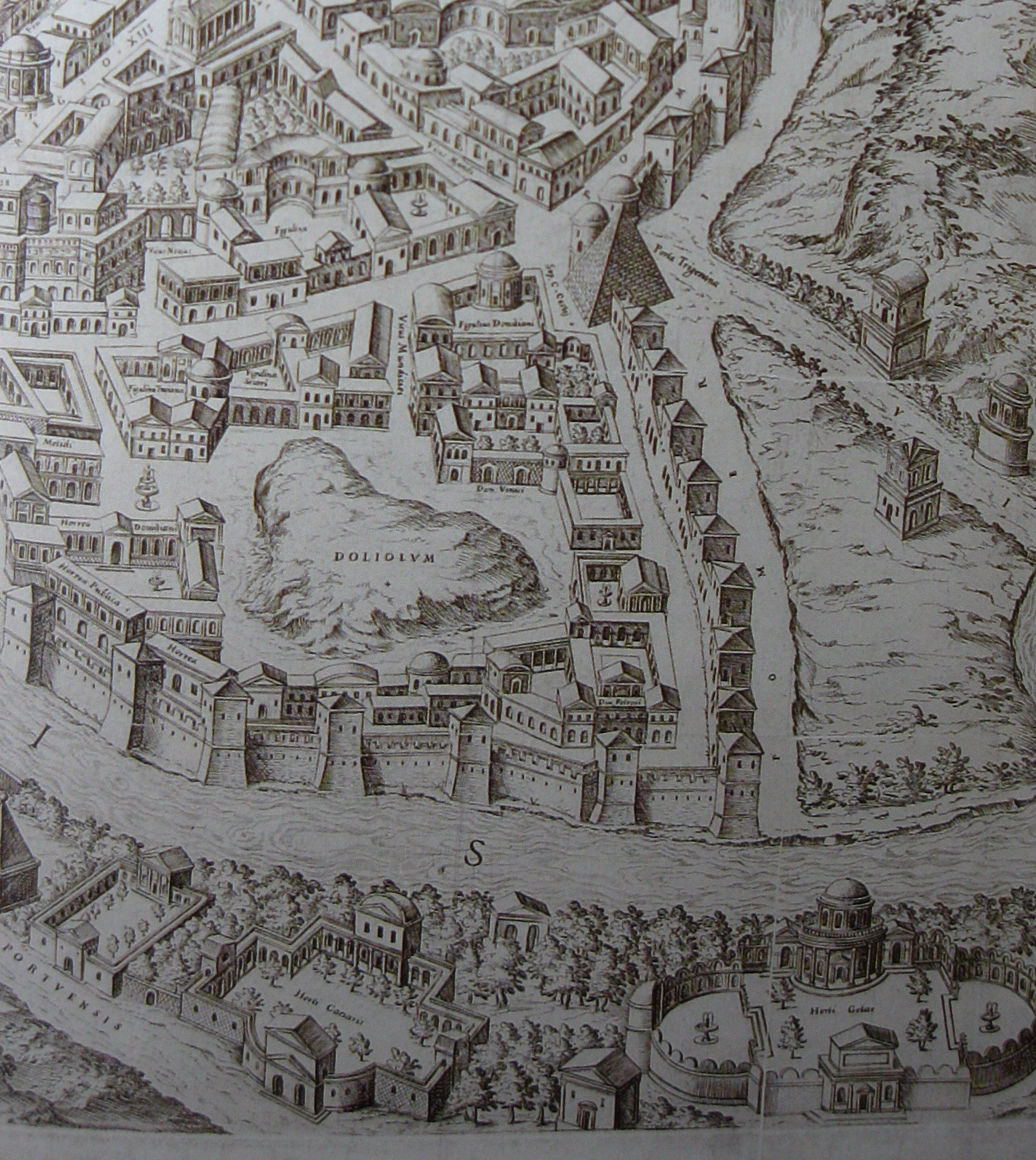
Холм Тестаччо (Doliolum) во времена античного Рима. Этьен Дюперак. 1574 год

Дрессель опубликовал результаты своего исследования «Ricerche sul Monte Testaccio» в «Annali» немецкого археологического института в 1878 году, эпиграфический архив был опубликовал в XV выпуске Corpus Inscriptionum Latinarum. Дрессель исследовал почти 3000 печатей мастерских, нанесённых перед обжигом на ручки амфор, и почти 1000 надписей на самих амфорах, сделанных чернилами производителями, писцами, капитанами кораблей или служащими таможни.
Основным открытием Дресселя стало предположение о происхождении большинства амфор на холме из римской провинции Бетика на территории современной Испании. Кроме того, он отметил, что в большинстве амфор перевозилось оливковое масло. Дрессель также создал первые типологические таблицы амфор, сосуд из Бетики получил номер 20.
Несмотря на то, что Дрессель назвал надписи на амфорах с Тестаччо «мелкой эпиграфикой», добытая информация стала важной в изучении истории торговли римлян и производства продуктов питания в Римской империи.
После исследований Генриха Дресселя изучение холма возобновилось лишь в 1968 году. Эмилио Родригес Алмейда (Emilio Rodríguez Almeida), испанский эпиграфист из Барселонского университета, начал проводить исследования на поверхности холма и выдвинул гипотезу, согласно которой Тестаччо возник в результате двух последовательных этапов организованной разгрузки черепков амфор: первый этап — с начала до середины II века нашей эры, второй — до III века н. э.
В 1989 году испанская группа исследователей под руководством Алмейды и Мартинеса (José Marίa Blázquez Martίnez, Королевская академия истории, Мадрид) при сотрудничестве с Римским университетом Ла Сапиенца начала серию раскопок на холме.

## Амфоры с Монте-Тестаччо
До 85 — 95 % всех осколков амфор с Тестаччо являются фрагментами больших шаровидных 70 литровых амфор из испанской провинции Бетика, типа, известного как Дрессель 20. Такие амфоры изготавливались в мастерских в испанской провинции между римскими поселениями Hispalis (сегодня Севилья), Corduba (Кордова) и Astigu (Эсиха), весили около 30 кг и были от 70 до 80 см высотой, диаметром около 60 см.
Несмотря на некоторые морфологические изменения амфор этого вида в течение веков и производство в различных мастерских провинции, амфоры из Бетики можно считать вполне однородными по форме. Амфоры этого типа были идеальными сосудами для перевозок по морю — крепкие и вместительные, качества, встречающиеся не у всех видов амфор.
Реже на холме встречаются осколки амфор, привезённых из Северной Африки, главным образом из Триполитании (современная Ливия) и Бизацена (современный Тунис), также использовавшиеся для перевозки оливкового масла. Африканские амфоры составляют 15-17 % всех амфор, обнаруженных в районе холма, оставшиеся 3-5 % являются сосудами из-под галльского или италийского вина, испанского гарума и амфор из восточных провинций. Африканские сосуды сильно отличаются от бетических по форме и отличаются огромным разнообразием, так как они были сделаны в различных областях и провинциях.
До сих пор точно неизвестно, почему Тестаччо возник в основном с использованием амфор из-под оливкового масла, и почему римляне предпочли утилизировать амфоры именно таким образом. Многие виды амфор зачастую использовались повторно: для перевозки того же вида продуктов, в качестве водосточной трубы или цветочного горшка. Возможно, амфоры типа Дрессель 20 из Бетики не подходили для этих целей, так как имели толстые стенки и разбивались на большие изогнутые фрагменты. Некоторые учёные объясняют таким образом меньшее количество амфор из африканских провинций, которые имели более тонкие стенки, легче разбивались и могли быть встроены в opus signinum, вид кладки широко использовавшийся римлянами в строительстве. Вероятно, что из-за трудностей повторного использования испанские амфоры было выгоднее выбросить, чем далее использовать. Возможно, разбитые амфоры вывозили на свалку из-за надписей tituli picti, сделанных работниками порта и таможни, чтобы предотвратить незаконное использование официально отмеченных сосудов. Мэри Бирд в документальном фильме «Знакомство с Древним Римом» утверждает, что после нескольких циклов использования запах прогорклого масла, въевшийся во внутренние стенки амфор, уже нельзя было устранить и налитое в такие сосуды свежее масло портилось.

## Возникновение свалки

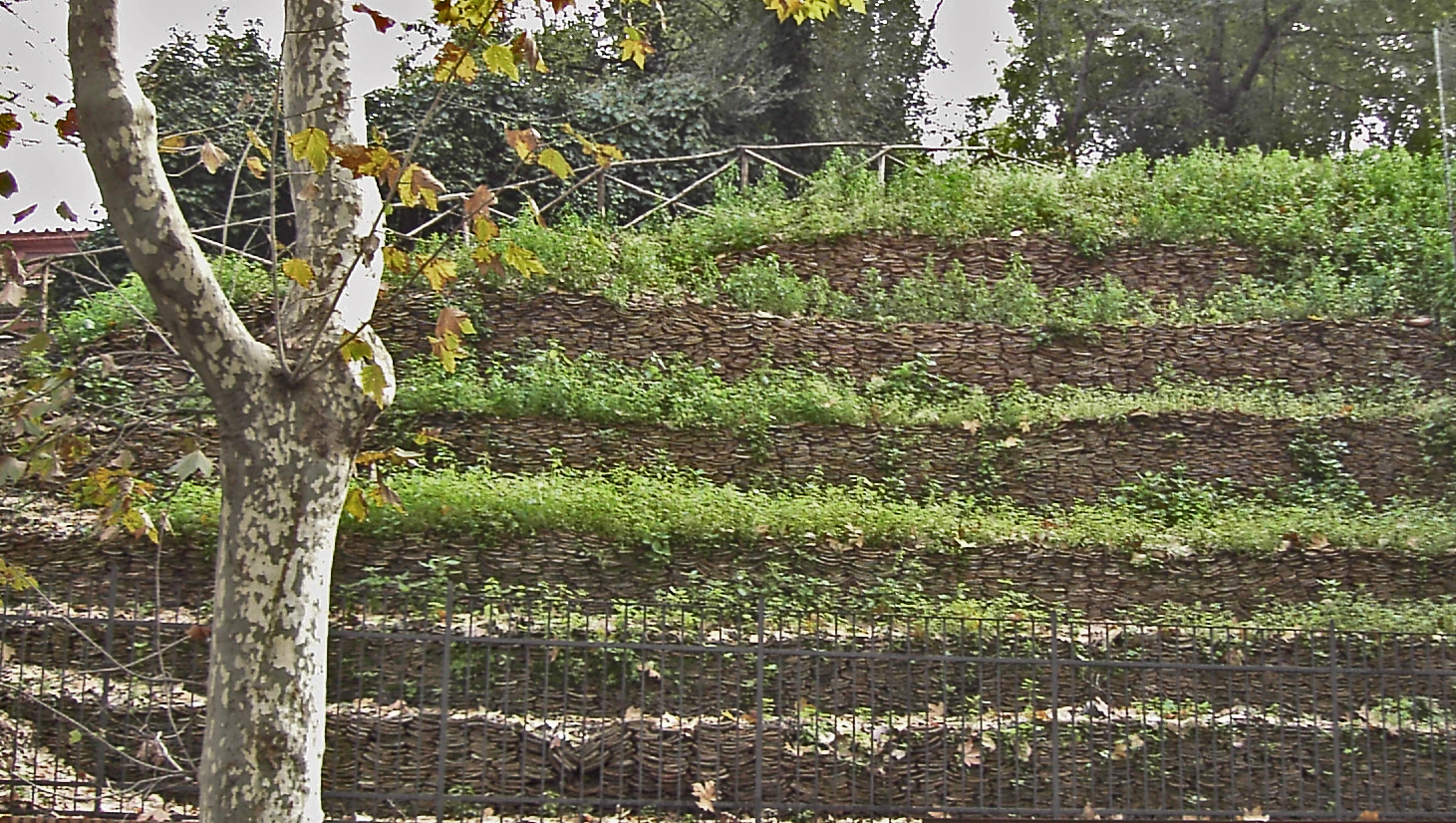

В Риме существовали многочисленные предположения о происхождении античного холма, в том числе легенды, созданные народным воображением: холм якобы являлся кучей камней от городских построек, разрушенных пожаром при Нероне, или на холме находились осколки погребальных урн из колумбариев с виа Остиензе. Пиранези считал холм античной свалкой строительного мусора. По наиболее распространённой легенде, Тестаччо возник из черепков амфор, в которых в Рим из провинций привозили собранные налоги.
На самом деле тысячи амфор с оливковым маслом из Бетики с сопровождающей информацией на сосудах прибывали на склады Рима. Масло из амфор затем переливали в небольшие контейнеры, амфоры вывозились на свалку. Черепки затем поливали известью, чтобы предотвратить распространение запаха прогорклого масла.
Место для вывоза амфор было тщательно спроектировано, и, предположительно, управлялось государственными административными властями. Раскопки, проводившиеся в 1991 году, показали, что в основе холма выложены ряды террас с подпорными стенками из почти целых амфор, набитых черепками для закрепления на месте. Горло амфоры в этом случае разбивалось. После завершения укладки первого слоя амфор был заложен второй слой в 60 см, равный также диаметру амфоры типа Дрессель 20.
Раскопки также подтвердили, что основу холма образуют две платформы, находящиеся рядом. Вторая, более поздняя платформа была создана в северо-восточном основании холма в III веке нашей эры.
Однако точно не установлено, в какой период времени начался вывоз разбитых черепков на свалку. Фрагменты, найденные археологами в нижней части Монте-Тестаччо, датируются приблизительно 140—250 годами н. э. Гравиметрические исследования показали менее плотное ядро в основании свалки, возможно, указывающее на более стихийный сброс отходов в первые годы её существования. Вполне вероятно, что свалка возникла около 50 года н. э., но организованный вывоз отходов начался не ранее 150 года н. э.

## Штампы и tituli picti на амфорах

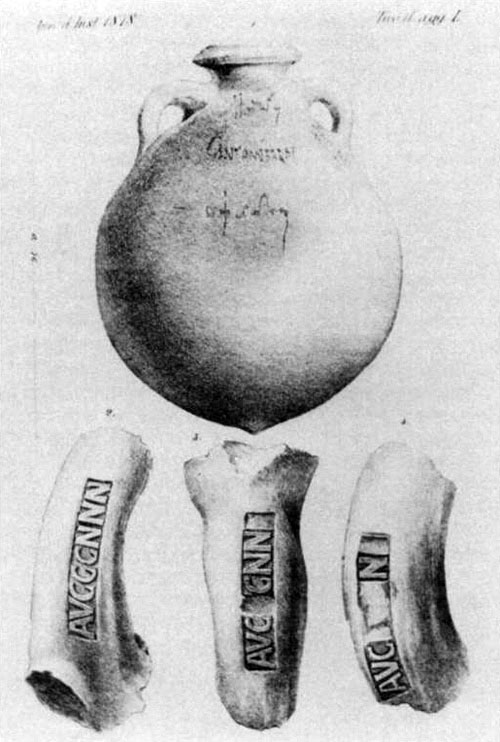
Амфора типа Дрессель 20 с tituli picti и штампы мастерских на ручках

Надписи на римских амфорах имели функцию схожую с современными этикетками. Информация наносилась в два этапа: штампы и врезанные знаки наносились на новую амфору до обжига в печи. Затем на готовую амфору наносились надписи чёрными или красными чернилами (tituli picti) во время заполнения амфоры каким-либо продуктом или после того.
На штампах имелась информация о владельце оливкового масла, сокращённая до трёх букв — Tria nomina, но иногда были имена производителя оливкового масла или название мастерской (figlina), где амфоры были изготовлены. Врезные знаки, как правило, составляли символы или цифры, которые указывали на отдельные группы амфор. Иногда информация, кажется, полная и показывает, день или год выпуска и имена работников, которые контролировали производство.
Чернильные надписи на амфорах известны археологам и по другим раскопкам, однако лишь на черепках с Тестаччо видна полная информация об амфоре и продукте. Большинство эпиграфических фрагментов на многих осколках амфор с холма отлично сохранились до сегодняшних дней благодаря известковому раствору, которым поливали выброшенные черепки.
Tituli picti и штампы на амфорах регистрировали информацию о продукте: Амфору взвешивали сначала пустой, а её вес отмечался на внешней стороне сосуда. Затем указывался также вес масла, содержавшегося в амфоре (за вычетом ранее определённого веса самого сосуда). Также отмечалось имя торговца маслом и имена людей, которые взвешивали и контролировали розлив масла. Указывалось расположение владения, на котором масло было изготовлено и название района, где масло изначально было разлито. Производитель амфоры часто ставил печать на ручке сосуда.
Tituli picti на амфорах с холма имели стандартные надписи, что указывает на строгую систему контроля торговли и предотвращения мошенничества. Благодаря этим надписям археологам удалось установить, что оливковое масло импортировалось под государственным надзором и было предназначено для annona urbis (для населения Рима) или annona militaris (для нужд армии). Некоторые из надписей имеют информацию о том, что масло которое они содержали было доставлено к префекту анноны, должностному лицу, возглавлявшему государственную службу распределения продовольствия в Риме. Возможно, организацией всей свалки также управлял префект анноны.
Многие надписи на амфорах свидетельствуют о структуре торговли оливковым маслом: этим ремеслом занимались как отдельные предприниматели, так и совместные предприятия, возможно, небольшие мастерские, в которых работали отец и сын, наёмные работники из квалифицированных вольноотпущенников.

## Значение холма в исследовании римской экономики
Большое число осколков амфор на Монте-Тестаччо указывает на огромное количество пищи, которое было необходимо для жизни миллионного населения имперского Рима. Учёными было подсчитано, что холм содержит осколки около 53 миллионов амфор из-под оливкового масла, в которых были импортированы около 6 миллиардов литров масла. Импорт оливкового масла в Рим достиг пика в конце II века н. э., когда на свалку каждый год вывозилось более чем 130 тысяч амфор. Подавляющее большинство этих сосудов вмещало около 70 литров масла, было подсчитано, что в Рим импортировалось не менее 7,5 миллионов литров в оливкового масла в год. Сосуды, найденные на Монте-Тестаччо, доказывают, что оливковое масло поставлялось главным образом при поддержке государства, хотя, вероятно, что значительная доля оливкового масла поставлялась в Рим и частными торговцами.

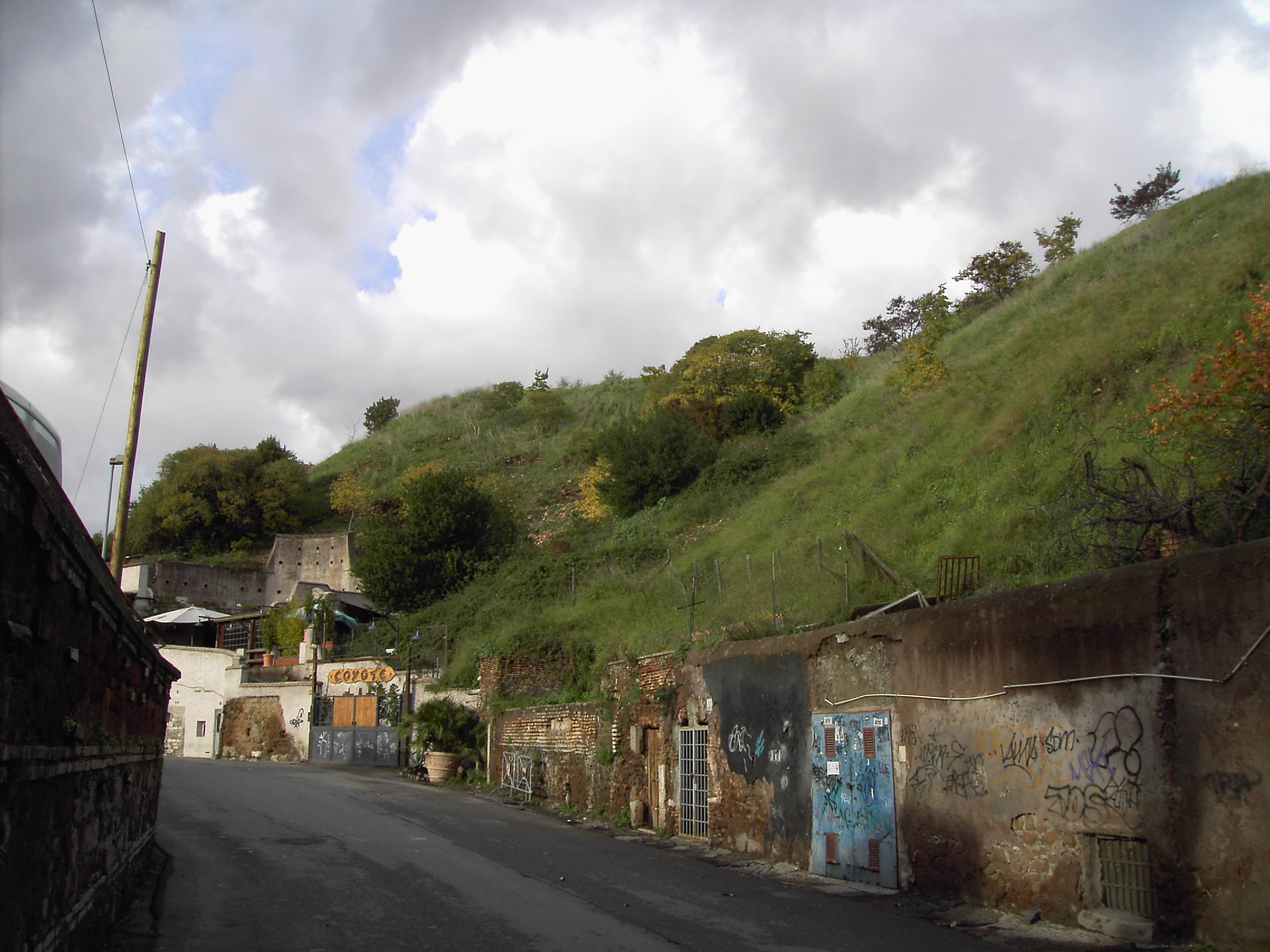
Подножие холма Тестаччо

Эпиграфические данные с Тестаччо также значительно улучшили способ датировки многочисленных находок амфор из Бетики, найденных в северной и центральной Европе.

## История холма после античности

### Прекращение использования свалки
Холм перестали использовать в качестве свалки для амфор, по всей видимости, после 260 года. Об этом свидетельствуют последние находки с tituli picti, датированные 261—266 годами. Возможно, амфоры из порта стали привозить в другое место. Более того, к середине III века амфоры типа Дрессель 20 сменили новые типы амфор для перевозки оливкового масла, меньшие по размеру и с более тонкими стенками, поэтому более удобные в дальнейшем использовании: Дрессель 23 и Tejarillo.
Возможно также, что внезапное прекращение маркировки амфор государственными служащими (tituli picti) и вывоза амфор на свалку связано с задержками поставок или отсутствием государственного контроля над ввозом оливкового масла в столицу в 260-х годах. Причиной этому могло стать восстание Постума при Галлиене и основании Гальской империи, куда входила испанская провинция — Иберия.

### Дальнейшее использование холма
После падения Римской империи территория вокруг холма стала приходить в запустение. В позднее Средневековье на холме и у подножия устраивались народные гуляния и турниры во время проведения карнавала перед Великим постом. В эпоху Ренессанса одним из самых популярных карнавальных развлечений римлян было так называемое «Giuoco di Testaccio»: тележки с живыми свиньями вывозились на вершину холма, затем их спускали вниз по крутому склону холма, тележки разбивались вместе со своими пассажирами. Желающие из зрителей затем расчленяли свиней на месте и уносили части, чтобы зажарить и съесть.

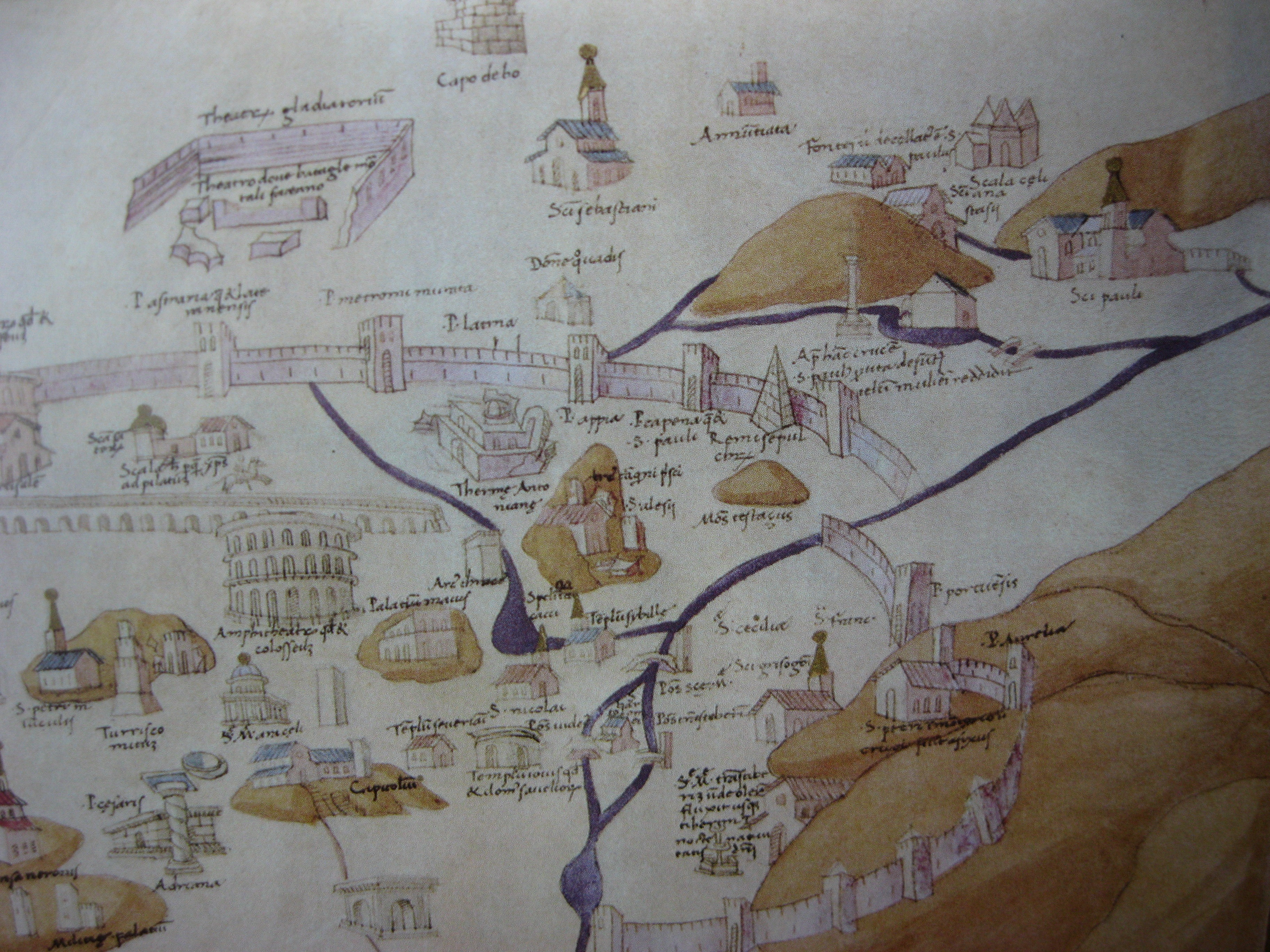
На одном из самых ранних изображений Тестаччо представлен бесформенным курганом[24]. Piero del Massaio. 1472 год.
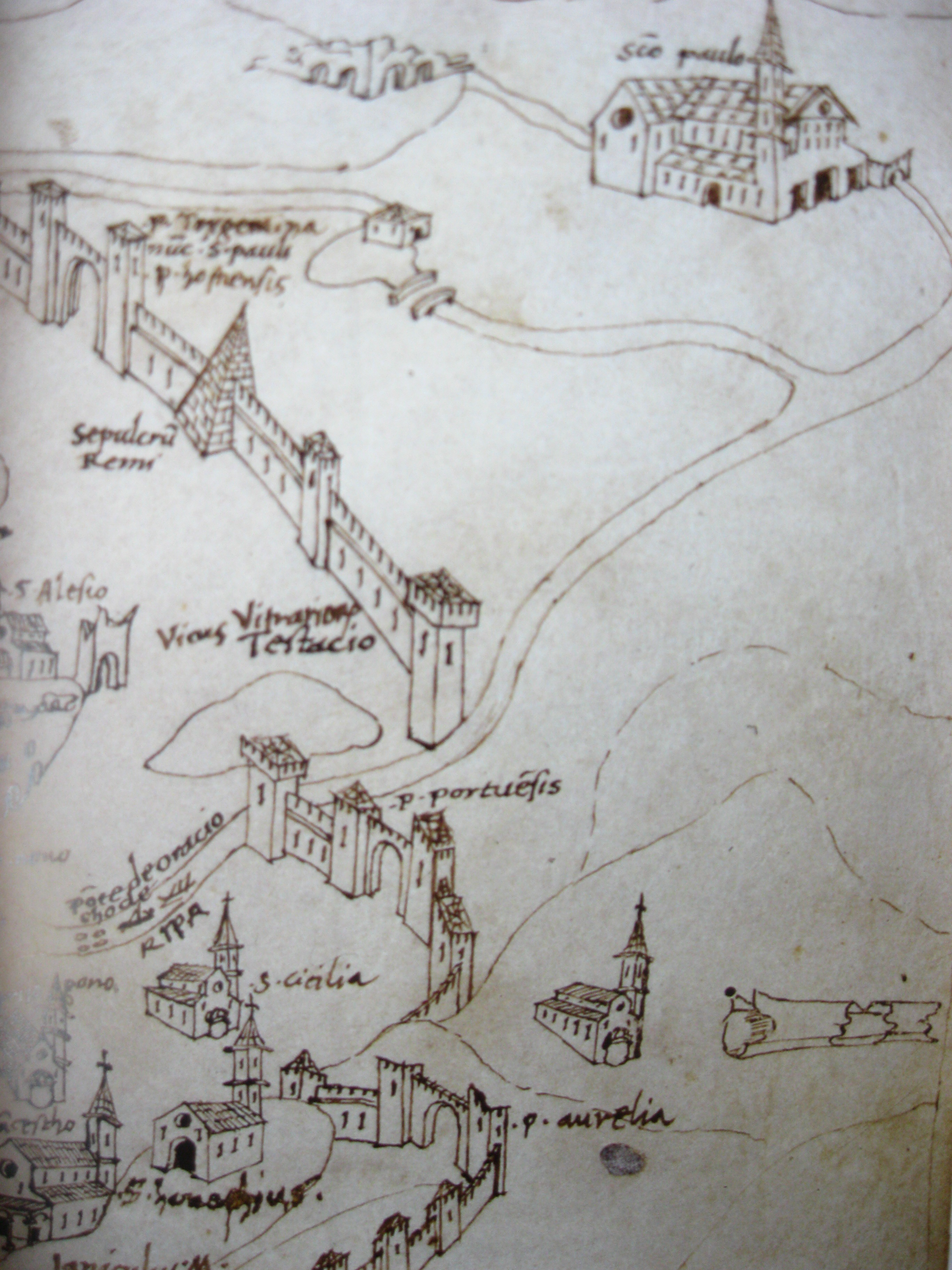
Alessandro Strozzi. 1474 год.
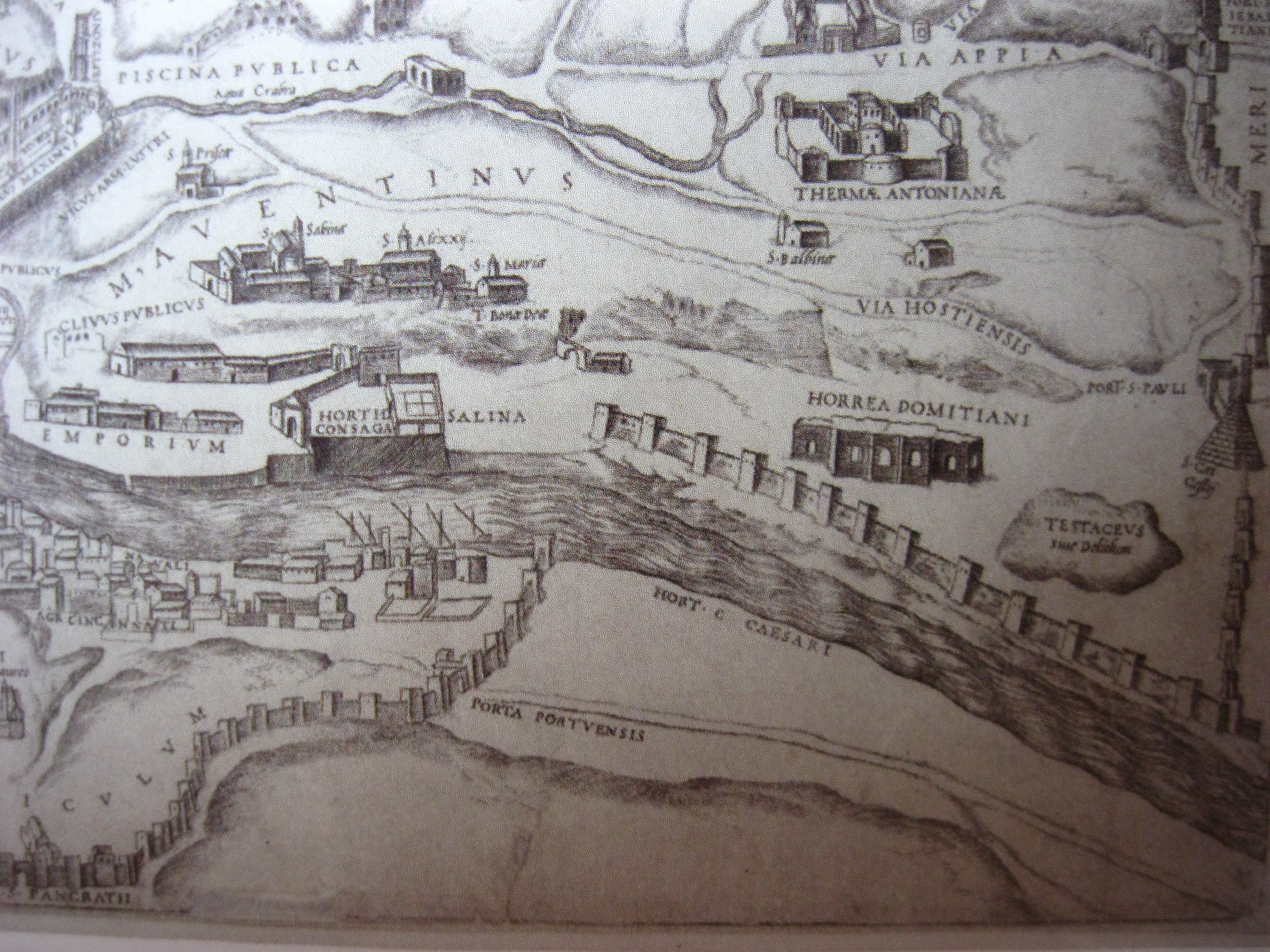
На рисунке 1561 года холм изображён одиноко стоящим посреди пустоши в стенах античного города. Pirro Ligorio.
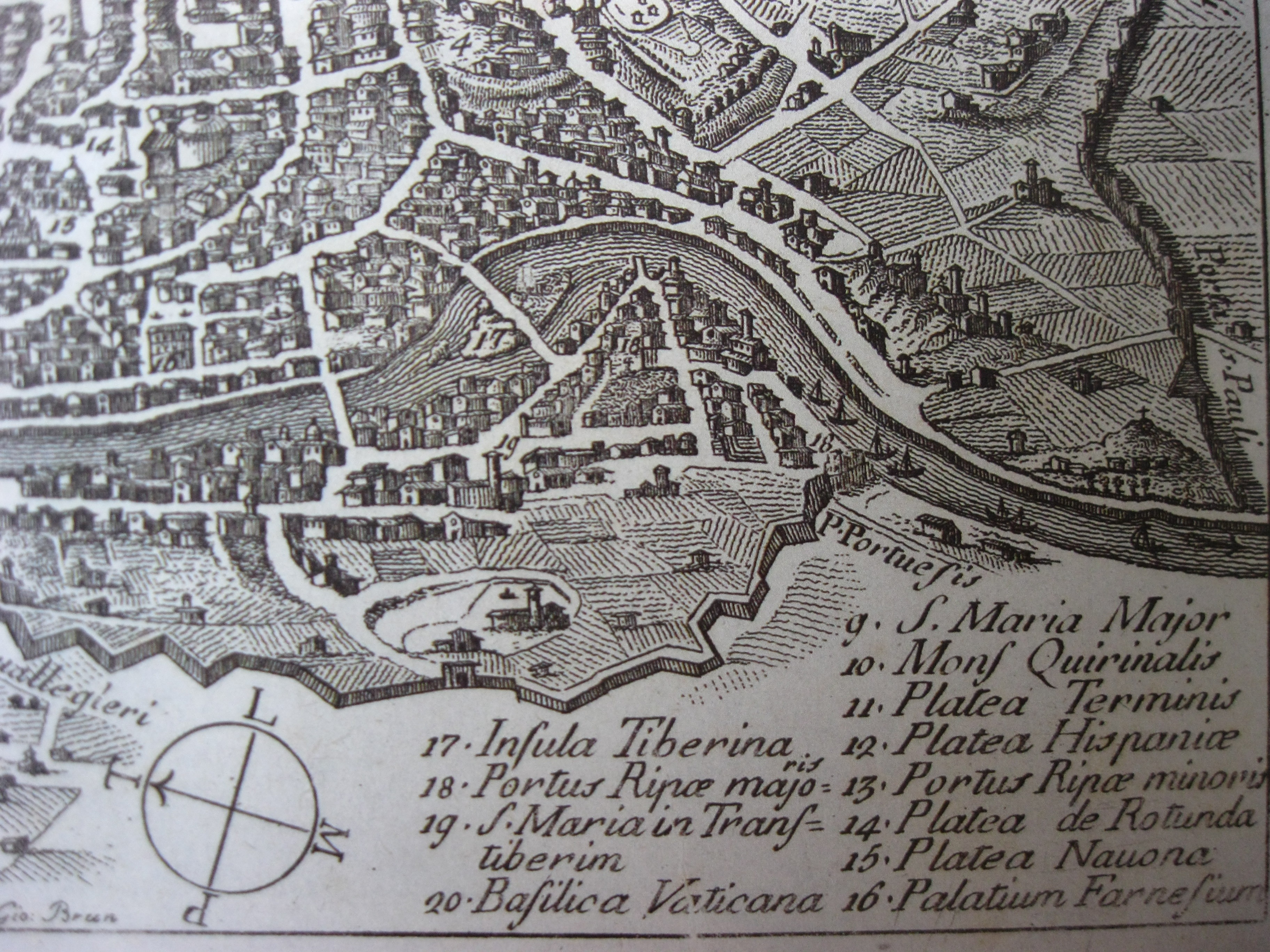
Джузеппе Вази. 1763 год.

В Страстную пятницу холм символизировал иерусалимскую Голгофу. Представление Крестного пути Иисуса Христа начиналось на улице Via della Bocca de Verita, затем шествие продолжалось по римским улицам Salara, Marmorata и Porta S. Paolo. Папа вёл шествие к вершине холма Тестаччо, кульминацией действа становилось размещение трёх крестов, представлявших кресты Иисуса и двух разбойников, распятых рядом с ним на Голгофе. На вершине Тестаччо до сих пор находится один крест в память о шествии.
Начиная с XVI века на склонах холма стали выкапываться подвалы для хранения вин, так как внутри холма напитки оставались прохладными. Такие условия для хранения вин возникли благодаря пористой структуре холма и вентиляции между отдельными черепками.

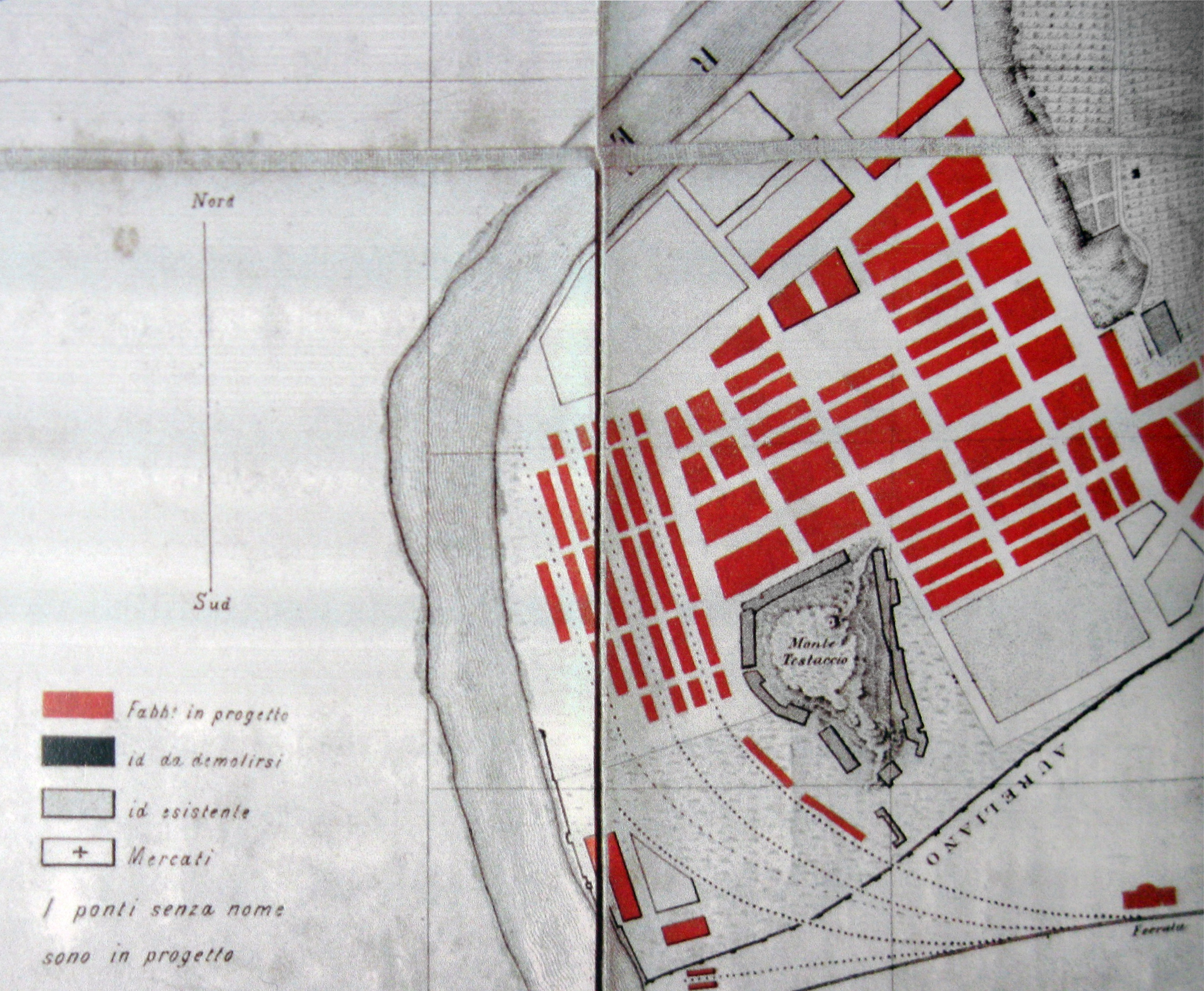
План застройки района Тестаччо. Красным обозначены участки, предназначенные под жилые постройки. 1873 год

По крайней мере с XVII века холм использовался в качестве карьера строительных материалов для ремонтных работ на заболоченных улицах района Тестаччо. Осколки также вывозились для постройки сводчатых потолков базилики Святого Петра, объём добываемого материала для этого проекта была настолько огромным, что холм стал ниже на несколько футов. В 1744 году власти Рима запретили вывоз осколков амфор со «столь знаменитого памятника античности», также было запрещено уничтожать и без того скудную растительность.
Холм стал важным военным пунктом в 1849 году в защите Рима от атаки французской армии: на нём была расположена итальянская артиллерийская батарея под командованием Джузеппе Гарибальди.

### В археологии
В провинциальной археологии некоторые свалки начиная с Нового времени сравнивались с римским Тестаччо, например, античные и более поздние александрийские свалки. Так, в XIX веке историк Джакомо Лумброзо писал об александрийских «Monti Testacci». Народные названия некоторых современных свалок строительных отходов из разрушенных во время второй мировой войны городов Германии, сходны с названием римского холма, например, несколько свалок под названием «Monte Scherbelino» (от немецкого «Scherben» — «осколки») во Франкфурте и в Штутгарте, или «Monte Müllo» в Ганновере (от «Müll» — «мусор»).

## Комментарии
1. ↑  Бетическое оливковое масло экспортировалось во всю Западную Римскую империю. Экспорт оливкового масла из Бетики до V века нашей эры подтверждён археологическими находками благодаря этим новым амфорам.
2. ↑  итал. Un' antichita cosi celebre